# Мальванья
Мальванья (итал. Malvagna) — коммуна в Италии, располагается в регионе Сицилия, в провинции Мессина.
Население составляет 864 человека (2008 г.), плотность населения составляет 161 чел./км². Занимает площадь 6 км². Почтовый индекс — 98030. Телефонный код — 0942.
Покровительницей коммуны почитается святая Анна, празднование 26 июля.

## Демография
Динамика населения:

## Администрация коммуны
- Официальный сайт: https://web.archive.org/web/20100923033345/http://www.comune.malvagna.me.it/